# 271. strelska divizija (ZSSR)
271. strelska divizija (izvirno rusko 271. стрелковая дивизия; kratica 271. SD) je bila strelska divizija Rdeče armade v času druge svetovne vojne.

## Zgodovina
Divizija je bila ustanovljena julija 1941 v Orlu.